# Sistema educativo del Perú

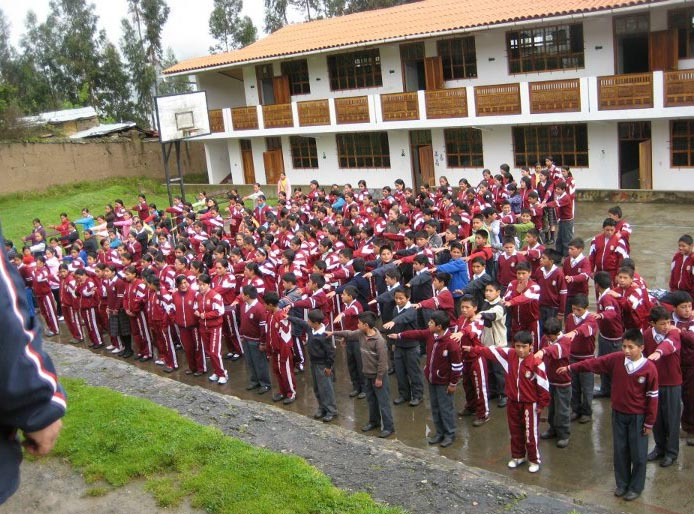
Alumnos del Colegio Nacional Amauta Atusparia, la primera y más reconocida institución secundaria de la provincia de Asunción.

La educación en el Perú se encuentra bajo la jurisdicción del Ministerio de Educación, el cual está a cargo de formular, implementar y supervisar la política nacional de educación. De acuerdo a la Constitución: la educación inicial, primaria y secundaria es obligatoria. En las instituciones del Estado Peruano es gratuita. Las universidades públicas garantizan el derecho a educación gratuita a los estudiantes que tengan un satisfactorio rendimiento académico, sin estar condicionada al nivel socioeconómico del estudiante.

## Historia

### Educación en las Culturas Preincas
Existen registros escritos acerca de algún sistema educativo organizado en las culturas preíncas llamado el yachaywasi. Sin embargo, el grado de evolución que alcanzaron algunas de ellas demuestra de manera indirecta su existencia. Cada cultura, debido a sus ventajas competitivas y de especialización en un campo específico, habría desarrollado una manera ideal de entrenamiento. Así, por ejemplo, se podría explicar los trabajos en orfebrería, cerámica o textilería que se conservan hasta hoy y cuya técnica se perfeccionó con el pasar del tiempo y que lamentablemente se perdería junto a las conquistas de muchas otras culturas.

### Educación en el Incanato
La educación formal, según el Inca Garcilaso de la Vega (Comentarios Reales Libro II, cap. XIX) fue fundada por Inca Roca, el segundo Inca de la lista de Garcilaso y difundida por Pachacútec. Se diseñó exclusivamente para la élite real y posteriormente para los hijos de los curacas conquistados. Se impartía en el Yachaywasi y su propósito era el de educar a los futuros administradores y gobernantes del imperio.
Los amautas eran los maestros, hombres ilustres en la filosofía y moral. Estos usaban contenidos que se basaban en la aritmética y astronomía, necesarios para una organización económica basada en la agricultura. Su educación era estricta y se practicaban los castigos. Los haravicus, que fueron los inventores de poemas y los willac umu, que eran los transmisores del conocimiento del oficio divino. El aprendizaje del quechua fue obligatorio, más por razones políticas que educativas.

### Educación en el Virreinato

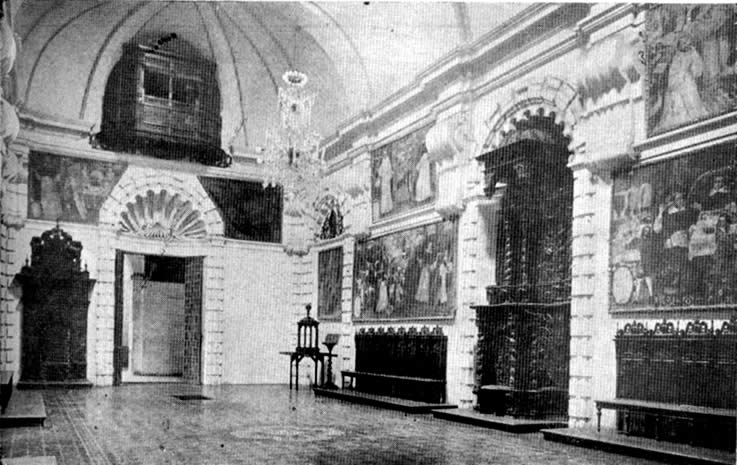
Sala capitular del Convento de Santo Domingo, donde empezó a funcionar la Universidad Nacional Mayor de San Marcos, la primera universidad oficialmente constituida en la historia del país y del continente Americano.

Durante el Virreinato, la educación virreinal imitó los modelos europeos y se caracterizó por el memorismo, la religiosidad, la rigurosidad y el clasicismo. La Iglesia fue muy influyente a través de las órdenes religiosas, de los cuales destacó los jesuitas. La configuración de un sistema educativo se originó en orden inverso a lo actual: primero se creó la educación superior, el intermedio y, por último, la enseñanza elemental.
La educación elemental (o de primeras letras). Se impartió en colegios parroquiales, conventuales y misionales. A los niños se les enseñaba sobre los preceptos básicos, a leer, escribir y cantar. El género femenino estuvo casi marginado del proceso educativo. También existía colegios menores que eran dirigidos por párrocos e indígenas, donde se enseñaba a leer, escribir, además, de catequizar.
La educación universitaria en el Perú y en América se inauguró oficialmente en 1551 con la fundación de la Universidad Nacional Mayor de San Marcos en Lima, por obra de los dominicos.

### Educación tras la independencia

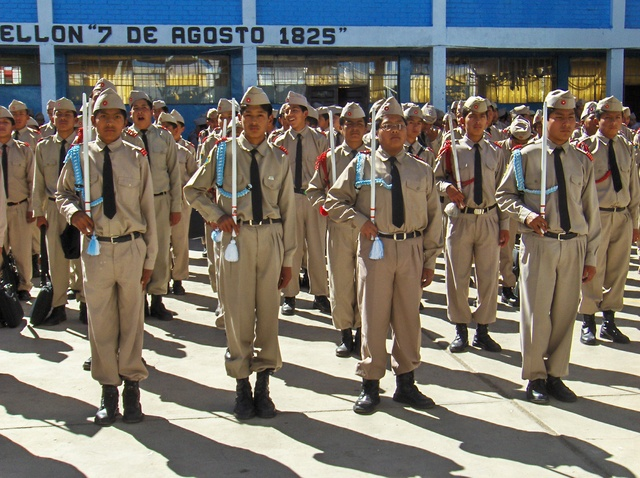
Estudiantes en formación militar desde el patio del Glorioso Colegio Nacional de San Carlos de Puno.

Con la independencia del Perú, se realizaron clases en conventos despoblados, además de realizar la educación separada de la eclesiástica.
A inicios del siglo XX, la educación alcanzó dos hitos: por un lado, se fomentaron las ideas liberales y, por otro, se eliminaron las restricciones en la enseñanza. En sus primeras décadas, la educación se caracterizó por su tendencia civilista y, en las dos siguientes, por su orientación indigenista. Para 1940, por primera vez en la historia del Perú, el número de profesores superaba al de las fuerzas armadas y llegaba a los sectores rurales. Además, hasta mediados del siglo XX, el Estado comenzó a supervisar la educación e inculcar sus valores cívicos y patrióticos.
Históricamente, en gobiernos como el de la Fuerza Armada, se adoptaron varios rasgos distintivos, como las sesiones formativas cada lunes y el uso de un uniforme único. Esto incluye a las formaciones y desfiles, que fueron impuestos a mediados del siglo XX. Pocos colegios han desafiado a los rasgos militares, como pasó en 2024, cuando uno de la ciudad de Huaycán optó por reemplazar los pasos marciales por un desfile más colorido.
La reforma educativa de 1972 fue una de las medidas elaboradas por un grupo de civiles progresistas, especialistas en pedagogía, filosofía y psicología, liderados por el maestro Emilio Barrantes. Esta reforma estableció la educación intercultural bilingüe. Sin embargo, para la educadora Teresa Tova, la reforma no se llevó a la práctica debido a las diferencias con el gobierno militar.
En los años 1990 se desarrolló la reforma educativa de tendencia neoliberal como parte del nuevo sistema político implementado en el gobierno de Fujimori. En 1999 se introdujo un sistema experimental de bachillerato, dirigido a estudiantes que hubieran completado seis años de educación primaria y cuatro de secundaria. Este sistema ofrecía la opción de continuar estudios en instituciones técnicas o universitarias.
En 2001 se inició el Plan Huascarán, un proyecto para descentralizar la educación mediante el uso de tecnología informática. Fue asignado como órgano independiente del Ministerio de Educación, pero dependiente del Viceministerio de Educación Pedagógica. En 2003 se inauguró el Consejo Nacional de Democratización del Libro, que promueve la lectura mediante la entrega de material bibliográfico en instituciones educativas. Para el año 2025, solo el 8 % de los colegios públicos cuentan con al menos una biblioteca, en los privados solo el 1 %.
En 2020, se estableció que los profesores de instituciones educativas privadas tendrían cinco años para obtener obligatoriamente su título universitario. En 2025, este plazo se amplió tres años más.

## Legislación
El artículo 13 de la Constitución Peruana establece lo que el Estado Peruano reconoce como finalidad de la educación:
"La Educación tiene como finalidad el desarrollo integral de la persona humana. El estado reconoce y garantiza la libertad de enseñanza. Los padres de familia tienen el deber de educar a sus hijos y el derecho de escoger los centros de educación y de participar en el proceso educativo".
 Además, hay un conjunto de normas relacionadas con el sistema educativo:
- Ley N.º 28044 - Ley General de Educación.[20]
- Ley N.º 30220 - Ley Universitaria.[21]
- Ley N.º 28740 - Ley del SINEACE.[22]
- Resolución Ministerial N.º 0667-2005-ED - Diseño Curricular Nacional de la Educación Básica Regular, Proceso de Articulación.[23]
- Decreto Legislativo N.º 882 - Ley de Promoción de la Inversión Privada en la Educación.[24]

Históricamente, en 1982, estuvo sujeta por las dos normas: Ley de Reforma Educativa 19326 y Ley General de Educación 23384. Este recurría dos estructuras, la regular y la laboral. Además, el Reglamento de  Instrucción  Pública  de  1855, el primer grado de la instrucción pública se  denominó "instrucción popular", el segundo grado "instrucción media" y el tercer grado "instrucción profesional".

## Estructura del sistema educativo

### Educación básica
En el Perú se conoce coloquialmente a esta etapa de la educación, con los nombres de "Inicial", "Primaria" y "Secundaria". Estas tres etapas educativas básicas se dan regularmente en la infancia y la adolescencia. Para las personas que no pudieron culminar su educación en las etapas usuales se estableció la Educación Básica Alternativa. Además, se ofrece educación especial, e incluso bilingüe.

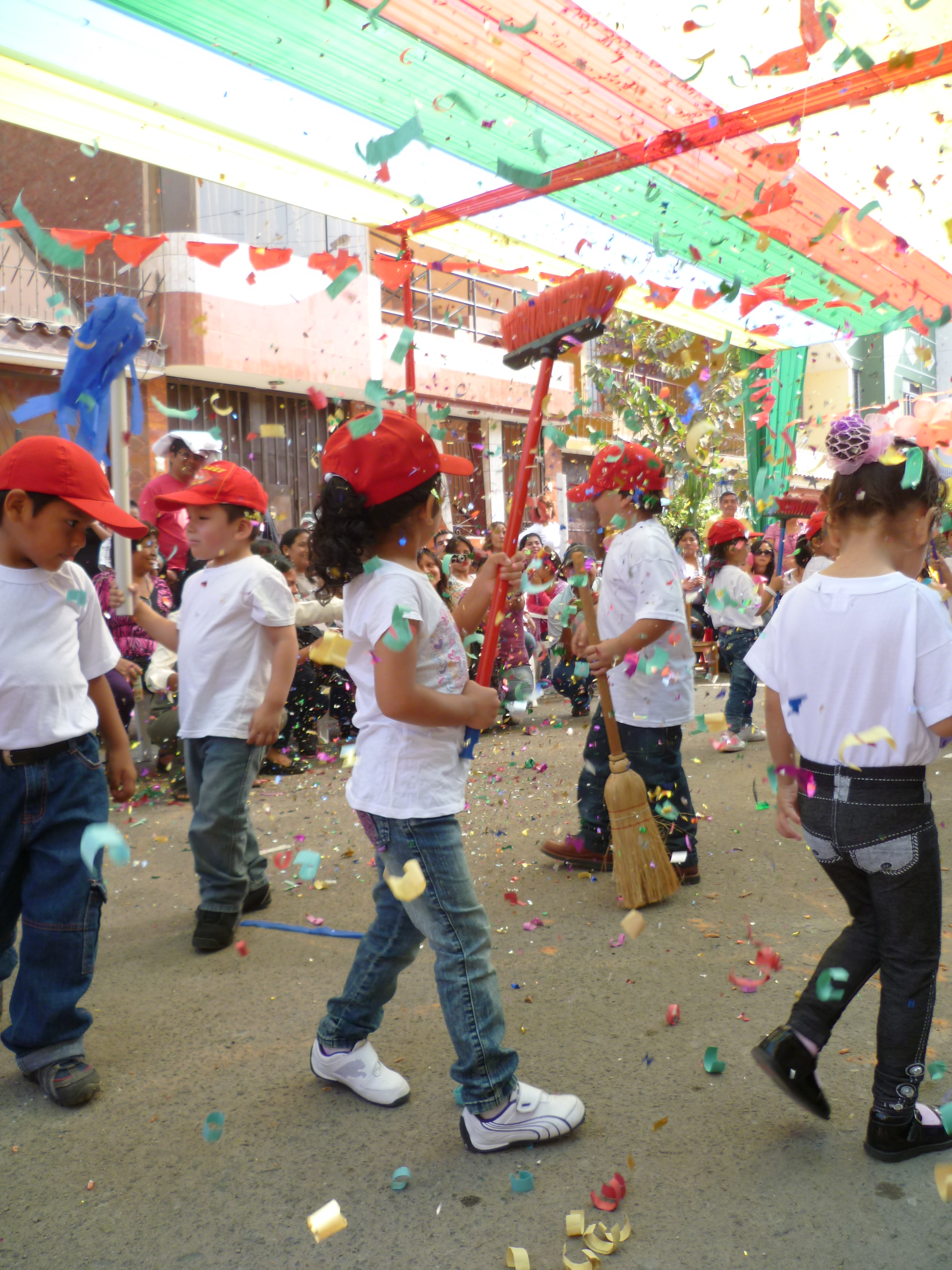
En Lima, niños actuando por el Día de la Madre.

#### Educación básica regular
Está a cargo de la Dirección General de Educación Básico Regular (DIGEBR). La Educación Básica Regular (EBR) es la modalidad que abarca los niveles de Educación Inicial, Primaria y Secundaria (Artículo 36 de la Ley 28044). 
Está dirigida a los niños y adolescentes que pasan oportunamente por el proceso educativo. Generalmente, el inicio del año escolar comienza a inicios de marzo. Su sistema de calificación consta de las letras AD, A, B y C.
Se egresa como Egresado de la Educación Básico Regular (con certificado y/o constancia de logros de aprendizaje), pero en algunos colegios privados y en los de alto rendimiento pueden optar la obtención del Bachillerato Internacional.
En el Perú, el bachillerato es un grado de educación superior (Al finalizar estudios superiores de pregrado de 4 a 7 años), por lo tanto no se otorga al finalizar los estudios medios regulares, como sucede en otros países latinoamericanos.
Se ofrece en la forma escolarizada y no escolarizada a fin de responder a la diversidad familiar, social, cultural, lingüística y ecológica del país. Los servicios educativos se brindan por niveles educativos:
- Educación inicial. Se ofrece en cunas (para niños menores de 3 años), jardines para niños (de 3 a 6 años) y a través de programas no escolarizados (como los PRONOEI[35]), destinados a niños de bajos recursos en las áreas rurales y urbano-marginales. Según la Constitución de 1993, es obligatorio un año de educación inicial, para la población de 5 años de edad (parvulario).
- Educación primaria. El segundo nivel dura seis años y atiende a los menores de entre los 6 a 12 años de edad. Para ser promovido se necesita un promedio de 14 (sistema vigesimal de evaluación) y aprobar por lo menos lenguaje o matemáticas (básico). Según la Constitución de 1993, también la enseñanza primaria es obligatoria.
- Educación secundaria. El tercer y último nivel dura cinco años. Atiende a jóvenes de entre 12 a 17 años de edad. Se organiza en dos ciclos: el primero, general para todos los alumnos, dura dos años el cual resulta obligatorio y que junto a la educación primaria constituyen el bloque de la educación obligatoria; el segundo, de tres años, es diversificado (preparatoria), con opciones científico-humanista y técnicas. Según la Constitución de 1993, también la enseñanza secundaria es obligatoria.[36]

##### Educación básica alternativa
Está a cargo de la Dirección General de Educación Básico Alternativa (DIGEBA). La Educación Básica Alternativa (EBA) es una modalidad que atiende a jóvenes y adultos, así como a adolescentes en extra-edad escolar a partir de los 14 años de edad, que necesitan compatibilizar el estudio con el trabajo. Tiene los mismos objetivos y calidad equivalente a la EBR, y consta de cuatro ciclos de estudios, cada uno de ocho meses: Primer Ciclo (equivalente a 1.º y 2.º grado de secundaria), Segundo Ciclo (equivalente a 3.º de secundaria), Tercer Ciclo (equivalente a 4.º de secundaria) y Cuarto Ciclo (equivalente a 5.º de secundaria). Los estudiantes del EBA son aquellos que no se insertaron oportunamente en el sistema educativo, no pudieron culminar su educación básica, requieren compatibilizar el trabajo con el estudio, desean continuar sus estudios después de un proceso de alfabetización o se encuentran en extra-edad para la Educación Básica Regular.

##### Educación básica especial
Está a cargo de la Dirección de Educación Básica Especial (DEBE). La Educación Básica Especial (EBE) tiene un enfoque inclusivo y atiende a niños y jóvenes con capacidades diferenciadas que tengan inconvenientes en un aprendizaje regular. Es una modalidad que ofrece servicios educativos especializados de prevención, detección y atención oportuna a niños menores de 6 años, además de apoyo y asesoramiento en las Instituciones Educativas inclusivas.

##### Educación bilingüe intercultural
Está a cargo de la Dirección de Educación Intercultural Bilingüe. Existen más de 1 200 000 personas que estudian bajo esa modalidad. En 2024, el 19.5 % de los alumnos de inicial y el  21.6 % de primaria cuentan con profesores.

### Educación profesional técnica

#### Grados
La formación profesional técnica se organiza en tres grados de formación que se definen por las funciones que pueden desempeñar las personas durante el desarrollo de una actividad productiva de acuerdo a variables organizativas y tecnológicas. En este sentido, los grados de formación concuerdan con los distintos niveles calificativos del sector productivo.

##### Grado superior, técnicos profesionales
El grado superior es postsecundario y se oferta en los Institutos de Educación Superior Tecnológico (I.E.S.T.)  con una duración mínima de 3060 horas. Se otorga el Título de Profesional Técnico a nombre de la Nación. En esta modalidad se desarrollan competencias de planificación, organización, coordinación y control de los procesos productivos; y de responsabilidad en la calidad del producto final. La formación de este grado debe garantizar una preparación orientada a la innovación tecnológica y la ejecución de procesos y procedimientos de trabajo formalizados, con autonomía y capacidad de decisión en el ámbito de su competencia.

##### Grado medio
El grado medio es postsecundario. Se ofertan en los Institutos de Educación Superior Tecnológico y en las Escuelas Normales o Institutos de educación superior pedagógica (I.E.S.T.P). Tiene una duración variable entre 1500 y 2500 horas. Se otorga el Título de Técnico a nombre de la Nación. En esta modalidad se desarrollan competencias relacionadas con la aplicación de conocimientos en una amplia gama de actividades laborales propias de su área profesional. En su ámbito de responsabilidad, organiza el trabajo y las actividades de su equipo inmediato, resuelve situaciones en el proceso de producción aplicando los conocimientos más adecuados. Debe seguir las especificaciones predeterminadas en la ejecución global del proceso, siendo autónomo en aspectos técnicos de su área.

##### Grado elemental
No tiene requisitos académicos. El grado elemental se brinda en Colegios con Variante Técnica (C.V.T.) y en los Centros Técnico Productivo (CETPRO). Tiene una duración variable entre 300 y 1500 horas. Se otorga certificación a nombre de la Nación o del MINEDU, con mención en la opción vocacional estudiada. Esta modalidad desarrolla competencias ocupacionales en el ámbito de la ejecución de actividades operativas propias del proceso productivo y con instrucciones predeterminadas. El nivel de responsabilidad técnica se centra en realizar las acciones correctivas correspondientes e informar los problemas técnicos que se presentan.

#### Familias profesionales
Se denomina familia profesional al conjunto de profesiones que comparten un tronco común de conocimientos, manejo de tecnología y recursos utilizados en la realización del proceso productivo o de la prestación de un servicio, es decir, cada familia profesional en su interior tiene un conjunto de títulos profesionales y certificaciones.
| N.º        | Familia profesional            | Sector económico |
| Familia 1  | Administración y comercio      | SERVICIOS        |
| Familia 2  | Actividades agrarias           | AGRICULTURA      |
| Familia 3  | Actividades marítimo-pesqueras | AGRICULTURA      |
| Familia 4  | Artes gráficas                 | INDUSTRIA        |
| Familia 5  | Artesanías y manualidades      | INDUSTRIA        |
| Familia 6  | Computación e informática      | INDUSTRIA        |
| Familia 7  | Comunicación, imagen y sonido  | SERVICIOS        |
| Familia 8  | Construcción                   | INDUSTRIA        |
| Familia 9  | Cuero y calzado                | INDUSTRIA        |
| Familia 10 | Electricidad y electrónica     | INDUSTRIA        |
| Familia 11 | Estética personal              | SERVICIOS        |
| Familia 12 | Hostelería y turismo           | SERVICIOS        |
| Familia 13 | Industrias alimentarias        | INDUSTRIA        |
| Familia 14 | Mecánica y metales             | INDUSTRIA        |
| Familia 15 | Mecánica y motores             | INDUSTRIA        |
| Familia 16 | Minería                        | MINERÍA          |
| Familia 17 | Química                        | INDUSTRIA        |
| Familia 18 | Textil y confección            | INDUSTRIA        |
| ---------- | ------------------------------ | ---------------- |

### Educación universitaria

#### Historia
La educación universitaria sudamericana se inicia en el Perú, con la creación de la Real y Pontificia Universidad de la Ciudad de los Reyes del Perú (hoy Universidad Nacional Mayor de San Marcos), por Real Cédula expedida por don Carlos V, el 12 de mayo de 1551, la misma que fue inaugurada en la Sala Capitular del Convento de Santo Domingo en el año 1553. En el año 1571 obtiene la aprobación Pontificia y en el año 1946, recibe el nombre de Universidad Nacional Mayor de San Marcos. La creación de la Universidad Nacional Mayor de San Marcos, tiene como Institución Precursora la creación en la Ciudad de Los Reyes, del “Estudio General o Universidad”, a cargo de la Orden de Predicadores —Padres Dominicos— el 1 de julio de 1548, celebrado en la ciudad del Cusco. Dicha Institución se encargaría de la formación de los evangelizadores de las nuevas tierras. Se enseñaría Escritura, Teología, Gramática y Lengua Quechua.
En 1919, se estableció una nueva reforma universitaria, la universidad dejó de depender del Estado al administrar sus propios recursos, nombrar sus propias autoridades y establecer la libertad de cátedra. Sin embargo, eso duró poco cuando Luis Sánchez Cerro y políticos de derecha intentaron tomar control. En 1931 ya se lanzaba una reforma en respuesta de alguna interferencia política con el Estatuto Provisorio de San Marcos. Otras reformas reformas ocurrieron en los años 1940, 1960, 1980 y 2010.

#### Admisión
Según la Ley 30220, la admisión a la universidad se realiza mediante concurso público, previa definición de plazas y máximo una vez por ciclo. El concurso consta de un examen de conocimientos como proceso obligatorio principal. Ingresan a la universidad los postulantes que alcancen vacante y por estricto orden de mérito. Esta norma es aplicada en las universidades públicas y privadas, aunque en algunas universidades privadas cuentan con diferentes modalidades de ingreso. En el caso de las universidades públicas o nacionales, por su riguroso método de selección, ha generado que la mayoría de estudiantes necesiten una buena preparación para el examen de admisión, lo que generó que en la década de 1950 se crearan las denominadas "Academias".
Casi la mayoría de universidades cuenta con un centro preuniversitario (CEPRE) que tienen la facilidad de otorgar el ingreso directo a aquellos postulantes que obtengan notas sobresalientes en los exámenes.

#### Estudios
Los estudios de pregrado comprenden los estudios generales y los estudios específicos y de especialidad. Tienen una duración mínima de cinco años. Se realizan un máximo de dos semestres académicos por año.
La educación en universidades del Estado es gratuita para la primera carrera. Y en el caso de las universidades privadas, deben dar facilidades de pago a su alumnado.
Al culminar la carrera universitaria se obtiene el título o grado académico de Bachiller, correspondiente al título de Grado en otros países de habla hispana o al Bachelor's degree anglosajón. Posteriormente se pueden continuar estudios de posgrado conducentes a los títulos o grados académicos de magíster, doctorado y Ph.D. El título profesional, no siendo un grado académico, es exigido para el ejercicio formal en algunas profesiones.

#### Cifras
Del total de universidades peruanas, 92 en total, sólo 36 son del Estado, mientras el resto pertenecen a la gestión privada.
Según cifras de la Asamblea Nacional de Rectores (ANR), en el año 2006, alrededor de 597 760 estudiantes circulaban por las universidades peruanas. De este total, 290.516 (48.6 %) estudiaban en universidades públicas y 307 243 (51.4 %) en privadas.
En la actualidad, las universidades están en camino a la mejora de la calidad educativa, gracias a la fiscalización de la Superintendencia Nacional de Educación Superior Universitaria (SUNEDU), institución que es responsable del licenciamiento de universidades, escuelas superiores y facultades.

#### Desersión
Por su parte, la tasa de deserción acumulada en la educación universitaria pasó del 15.3 % en el 2016 al 19.3 % en el 2019, es decir, tuvo un aumento considerable durante el periodo pre-pandémico. Durante el 2020, Lima (19 %), La Libertad (18.1 %), Lambayeque (17.5 %) y Junín (14.8 %) permanecieron como los 5 departamentos con mayores tasas de interrupción de estudios. Además, cabe resaltar los porcentajes de deserción acumulada en la población no pobre y pobre no extremo. Al 2019, el 42. 6% de las y los estudiantes universitarios pertenecientes a la población pobre no extremo desertó de la educación universitaria, mientras que solo lo hizo el 18.1 % de la población no pobre. Investigadores como Sifuentes señalaron estrategia para mitigar como la predicción en algunos alumnos del sector privado.

## Calidad de la educación peruana

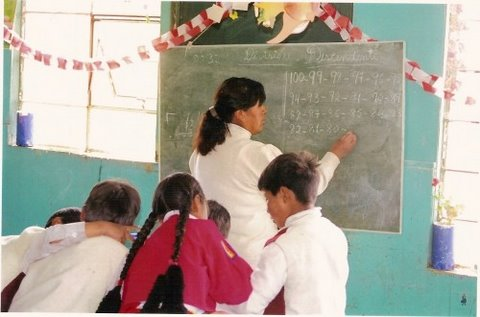
Un colegio común en la selva peruana.

Perú se encontraba último en la clasificación del Programa para la Evaluación Internacional de Alumnos (PISA) basado en los conocimientos de escolares de 15 años en 65 países. En la lista, elaborada a partir de unas pruebas de matemáticas, lengua y ciencias hechas a más de 510 millones de escolares, revela que el país se encuentra en el puesto 65, habiendo obtenido 368, 384 y 373 puntos en cada materia respectivamente.
Para Patricia Oliart, la calidad educativa es un objetivo del Estado peruano, ya que busca resolver el problema de la inequidad en sociedades con un pasado colonial. Sin embargo, en 200 años de independencia, esta premisa tomada de Thomas Piketty no se cumplió en la práctica. Según el analista Hugo Díaz durante el gobierno de Alberto Fujimori recibió una baja inversión. Esto coincide con la baja calidad académica recibida entre los años 1975 y 1990. En 2000, la documentalista Sonia Goldenberg señaló que el 39 % de la población peruana solo recibió educación primaria. Según el Ministerio de Educación, en 2020, 7 de cada 10 personas de 16 a 65 años tiene dificultades en la comprensión lectora y 4 de cada 5 para operar con números. Además, solo en 2006 se evidenció que 6210 alumnos desertaron o desaprobaron el año en el departamento de Huancavelica.
Ante esto, se crea para el sector profesional Sineace, conjunto de normas y procedimientos estructurados e integrados funcionalmente, destinados a definir y establecer los criterios, estándares y procesos de evaluación, acreditación y certificación en la República del Perú. Sineace tienen como fin de asegurar los niveles básicos de calidad que deben brindar las instituciones a las que se refiere la Ley General de Educación n.º 28044.
Además, Perú empieza la aplicación de la norma modelo de calidad ISO 9001 en 1999. 
Ahora esta norma es un requisito para todas las instituciones educativas que proveen enseñanza en el programa BECA 18 (exclusivo para la población de comunidades nativas y en situación de vulnerabilidad, de riesgo, clase baja y extrema pobreza), el cual es administrado por PRONABEC.
En el índice de Desarrollo Humano de las Naciones Unidas, Perú (0.891) está en el puesto número 71 de calidad de educación a nivel mundial y en el número 7 de Latinoamérica junto a Brasil. Los países con mejor Educación de América Latina son Cuba (0.993), Uruguay (0.955), Argentina (0.946) y Chile (0.919).

### Condiciones de la educación rural

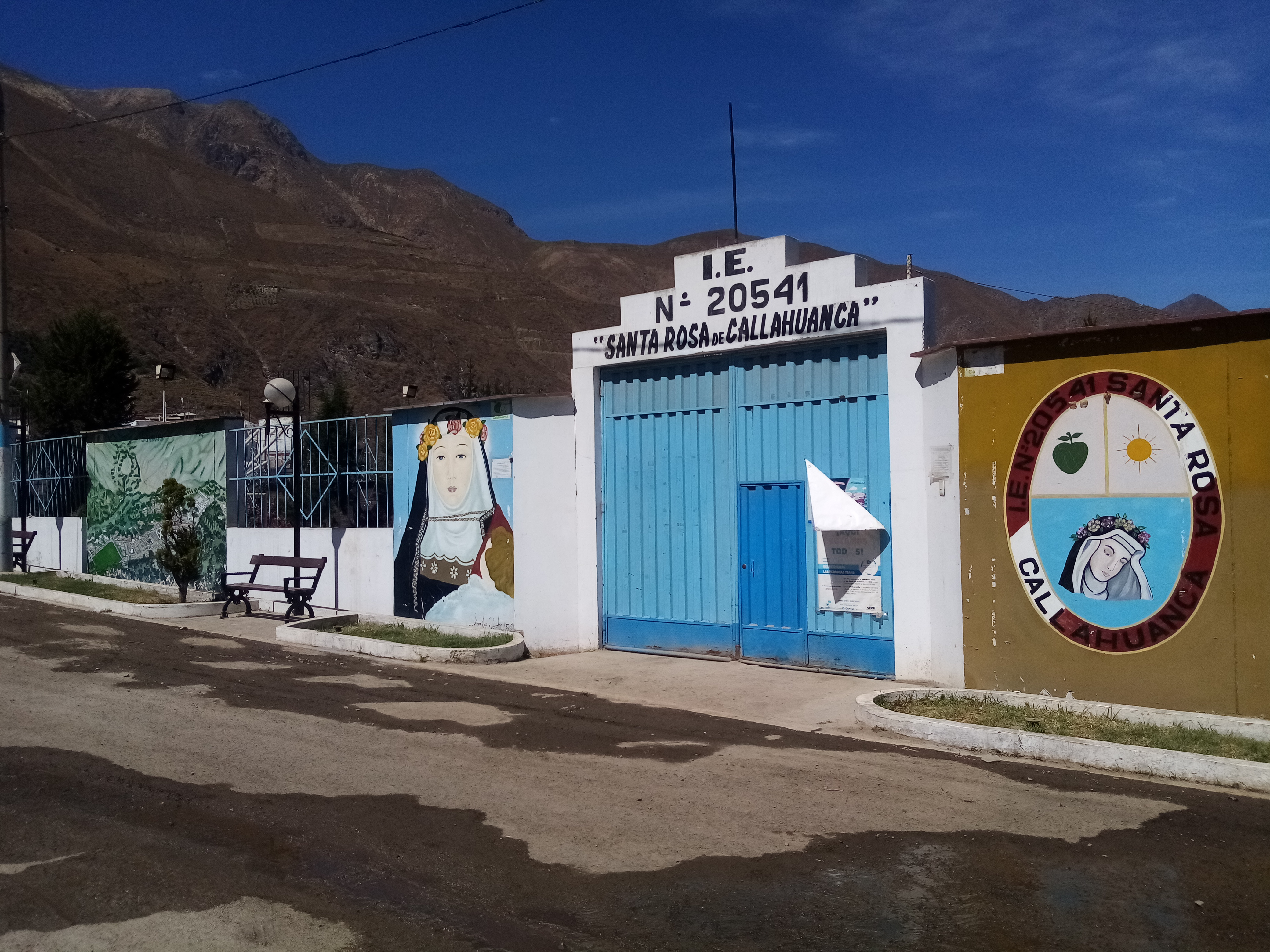
Exteriores de un colegio público en Callahuanca.

La educación rural en el Perú se desarrolla en duras condiciones, durante el 2013, la Defensoría del Pueblo visitó más de 400 escuelas rurales y encontró serias barreras que impiden que todos los niños accedan a una educación de calidad.
El secretario de Estado de La Libertad, Willard Loyola, señaló que existen unas 4.000 instituciones educativas, de las cuales el 70 % está en las zonas rurales. En estas últimas, las brechas más grandes son el déficit de docentes y la pésima infraestructura. En Arequipa, el secretario de Educación, Marco Montañez, reconoce que las escuelas rurales estuvieron abandonadas por falta de presupuesto.

### Controversias
En 2023 el dominical Punto final reportó que se estaría realizando un negocio clandestino para ganar influencia en la publicación de papers.

### Otros sistemas educativos en Latinoamérica
- Sistema educativo de Bolivia
- Sistema educativo de Colombia
- Sistema educativo de Chile
- Sistema educativo de Ecuador
- Sistema educativo de México
- Sistema educativo de Venezuela